# Yue Chen
En aquest nom xinès, el cognom és Yue.
Yue Chen (mort el 257 EC) va ser un general militar de Cao Wei durant el període dels Tres Regnes de la història xinesa. Ell era fill de Yue Jin. Yue Chen participà activament en la campanya contra Shu Han. Durant la revolta de Zhuge Dan, ell va acabar sent atacat per Zhuge a l'acceptar certa carta secreta de Jia Chong i va morir en una emboscada.